# I Wonder Who's Kissing Her Now
I Wonder Who's Kissing Her Now is een Amerikaanse muziekfilm uit 1947 onder regie van Lloyd Bacon. Destijds werd de film in Nederland uitgebracht onder de titel Door wie wordt ze nu weer gekust.

## Verhaal
Joseph E. Howard klimt aan het begin van de 20e eeuw op van armoedzaaier tot bekend muzikant op Broadway. Hij is bovendien een notoir rokkenjager, maar het koormeisje Katie McCullem is de liefde van zijn leven.

## Rolverdeling
| Acteur            | Personage         |
| ----------------- | ----------------- |
| June Haver        | Katie McCullem    |
| Mark Stevens      | Joseph E. Howard  |
| Martha Stewart    | Lulu Madison      |
| Reginald Gardiner | Will Hough        |
| Lenore Aubert     | Fritzi Barrington |
| William Frawley   | Jim Mason         |
| Gene Nelson       | Tommy Yale        |
| Truman Bradley    | Martin Webb       |
| George Cleveland  | John McCullem     |